# Aeroportul Lasikin
Aeroportul Lasikin (IATA: SMG, ICAO: WITG) este un aeroport din Sinabang⁠(d), Simeulue Timur⁠(d), Simeulue⁠(d), Aceh⁠(d), Indonezia ce deservește zona Simeulue⁠(d).
Situat la o altitudine de 6 m, aeroportul dispune de o singură pistă.